# Квіріке III
Квіріке (Кіріак) III Великий (*კვირიკე III დიდი, д/н —1037/1039) — 1-й цар (мепе) Кахетії (Кахеті-Ереті) з 1014 до 1037/1038 року. Низка дослідників рахує його як «Квіріке I», оскільки до нього правителі з таким ім'ям були лише князями.

## Життєпис
Походив з роду Квірікідів. Син Давид I, князя і хорєпіскопа Кахетії. У 1010 році після смерті батька успадкував князівство. Але того ж року зазнав поразки від Баграта III, царя Картлі, який захопив Кахетію. Квіріке сховав у Ташир-Дзорагетському царстві, у шварга Давида I.
У 1014 році після смерті Баграта III зумів повернути собі владу над Кахетією. Приєднав до своїх володінь царство Ереті. Невдовзі після цього він оголосив себе царем Кахетії з титулом «царя ранів і кахів». Своєю столицею обрав місто Телаві. В окрузі Тіанеті спорудив величний палац Бододжі. Став карбувати власні монети (перероблені ісламські).
Намагався дотримуватися союзних стосунків з християнськими державами для протистояння Шеддадідам і Тифліському емірату. 1027 року брав участь в об'єднаному поході проти Фадла II Шеддадіда, якому завдано рішучої поразки у битві при річці Еклеці. Завдяки цьому зміцнив кордон з Ширваном та отримав чималу здобич.
У 1029 році завдав поразки аланському царю Урдуру, що вдерся до Кахетії. Після чого перейшов у наступ на аланські землі. З 1032 року брав участь у походах проти Тифліського емірату (в союзі з царством Ташир-Дзорагет). У 1037 році розпочав підготовку до нового походу проти Тифліса, тепер в союзі з Картлійським царством. В цей час (наприкінці 1037 або на початку 1038 року) Квіріке III було вбито на полюванні рабом, можливо, аланом, що помстився за загиблого царя Урдура. Після цього Кахетію було приєднано до Картлі. Могила цього царя була знайдена в селі Калаурі Гурджаанського району на сході Грузії, ймовірно його було поховано в монастирі Іоанна Хрестителя (Натлісмцемелі), відя кого залишилися лише руїни..